# Championnat d'Ouzbékistan de football 2023
Navigation
Édition précédente Édition suivante
Le Championnat d'Ouzbékistan de football 2023 est la 32e édition. Il oppose les quatorze meilleurs clubs ouzbèke en une série de vingt-six rencontres.
Le meilleur de ce championnat se qualifie pour la Ligue des champions Élite de l'AFC et le vainqueur de la coupe nationale pour la Ligue des champions 2 de l'AFC.
Le Pakhtakor Tachkent est le tenant du titre et remporte en fin de saison son cinquième titre d'affilée.

## Les clubs participants
Les 12 premiers de la O'zbekiston Superligasi 2022, les trois premiers de la Uzbekistan Pro Liga.
| Club               | Ville     | Classement 2022 | Entraîneur          | Depuis | Stade                   | Capacité |
| ------------------ | --------- | --------------- | ------------------- | ------ | ----------------------- | -------- |
| Pakhtakor Tachkent | Tachkent  | 1er             | Maksim Chatskikh    | 2022   | Stade Pakhtakor Central | 35 000   |
| Navbahor Namangan  | Namangan  | 2e              | Samvel Babayan      | 2022   | Stade Navbahor Central  | 28 462   |
| Nasaf Qarshi       | Karchi    | 3e              | Ruzikul Berdiev     | 2012   | Stade Nasaf Central     | 21 000   |
| FK AGMK            | Almalyk   | 4e              | Mirdzhalol Kasymov  | 2019   | Stade AGMK              | 16 485   |
| Qizilqum Zarafshon | Zeravchan | 5e              | Jamshid Saidov      | 2023   | Yoshlik SM              | 8 000    |
| Olimpic Tachkent   | Tachkent  | 6e              | Timur Kapadze       | 2021   | Stade JAR               | 8 460    |
| Sogdiana Jizzakh   | Djizak    | 7e              | Ivan Bošković       | 2023   | Stade Sogdiana          | 11 650   |
| FK Bunyodkor       | Tachkent  | 8e              | Aleksandr Krestinin | 2023   | Stade Bunyodkor         | 34 000   |
| Neftchi Ferghana   | Ferghana  | 9e              | Vitaliy Levchenko   | 2022   | Stadion Istiklol        | 20 000   |
| Metallurg Bekabad  | Bekabad   | 10e             | Vesco Stesevic      | 2023   | Stade Metallurg         | 15 000   |
| Surkhon Termez     | Termez    | 11e             | Sergey Arslanov     | 2023   | Alpamysh                | 6 000    |
| FK Andijan         | Andijan   | 1er             | Aleksandr Khomyakov | 2023   | Bobur Arena             | 19 820   |
| FK Boukhara        | Boukhara  | 2e              | Ulugbek Bakayev     | 2023   | Buxoro Arena            | 22 700   |
| Turon Yaypan       | Yaypan    | 3e              | Yorkin Nazarov      | 2023   | Stade Uzbekistan        | 9 000    |

Légende des couleurs
- Tenant du titre et qualifié pour la phase de groupe de la Ligue des champions de l'AFC 2023-2024
- Qualifié pour le Barrage de la Ligue des champions de l'AFC 2023-2024
- Qualifié pour le tour préliminaire de la Ligue des champions de l'AFC 2023-2024
- Promu de la deuxième division

### Localisation des clubs
| \| Pakhtakor Tachkent Olimpic Tachkent FK Bunyodkor Namangan Nasaf Qarshi FK AGMK Qizilqum Zarafshon Sogdiana Jizzakh Neftchi Metallurg Bekabad Surkhon Termez Andijan FK Boukhara Yaypan \| Localisation des clubs engagés dans le championnat. |
| Pakhtakor Tachkent Olimpic Tachkent FK Bunyodkor Namangan Nasaf Qarshi FK AGMK Qizilqum Zarafshon Sogdiana Jizzakh Neftchi Metallurg Bekabad Surkhon Termez Andijan FK Boukhara Yaypan                                                           |

## Compétition

### Classement
| Rang | Équipe               | Pts | J  | G  | N  | P  | Bp | Bc | Diff |
| ---- | -------------------- | --- | -- | -- | -- | -- | -- | -- | ---- |
| 1    | Pakhtakor Tachkent T | 53  | 26 | 16 | 5  | 5  | 41 | 25 | +16  |
| 2    | Nasaf Qarshi C , S   | 48  | 26 | 13 | 9  | 4  | 31 | 16 | +15  |
| 3    | Navbahor Namangan    | 47  | 26 | 14 | 5  | 7  | 44 | 19 | +25  |
| 4    | FK AGMK              | 46  | 26 | 11 | 12 | 3  | 33 | 18 | +15  |
| 5    | Neftchi Ferghana     | 45  | 26 | 11 | 12 | 3  | 33 | 18 | +15  |
| 6    | Surkhon Termez       | 40  | 26 | 11 | 7  | 8  | 28 | 24 | +4   |
| 7    | PFK Andijan P        | 40  | 26 | 12 | 4  | 10 | 27 | 25 | +2   |
| 8    | FK Bunyodkor         | 37  | 26 | 10 | 7  | 9  | 30 | 33 | -3   |
| 9    | Olimpic Tachkent     | 31  | 26 | 8  | 7  | 11 | 26 | 32 | -6   |
| 10   | Metallurg Bekabad    | 30  | 26 | 8  | 6  | 12 | 26 | 35 | -9   |
| 11   | Sogdiana Jizzakh     | 27  | 26 | 7  | 6  | 13 | 29 | 38 | -9   |
| 12   | Qizilqum Zarafshon   | 25  | 26 | 6  | 7  | 13 | 22 | 33 | -11  |
| 13   | FK Turon Yaypan P    | 16  | 26 | 3  | 7  | 16 | 16 | 41 | -25  |
| 14   | FK Boukhara P        | 15  | 26 | 4  | 3  | 19 | 12 | 35 | -23  |

Ligue des champions Élite 2024-2025
- 1er : phase de groupes

Ligue des champions 2 2024-2025
- 2e : phase de groupes

Relégation en deuxième division
- 13e et 14e : relégation directe

Abréviations
- T : Tenant du titre
- C : Vainqueur de la Coupe d'Ouzbékistan 2023
- S : Vainqueur de la Supercoupe d'Ouzbékistan 2023
- P : Promu de deuxième division 2022

### Barrage de relégation
Un barrage de relégation est disputé en fin de saison afin de déterminer le dernier participant de l'édition 2024 de la première division. Le Qizilqum Zeravchan (en) remporte le match de barrage contre le FK Kokand 1912 (en) et se maintient en première division.